# Nato per uccidere (film)
Nato per uccidere è un film italiano del 1967 diretto da Antonio Mollica, qui al suo debutto come regista e con lo pseudonimo di Tony Mulligan.

## Trama
In una pacifica cittadina i due banditi Tyson e Dudgett, in guerra fra di loro, terrorizzano i coloni. Qui giunge il pistolero Roose che li sfiderà e diventerà il nuovo sceriffo.